# 沃拉布山
46°52′26.5″N 9°9′23.6″E / 46.874028°N 9.156556°E

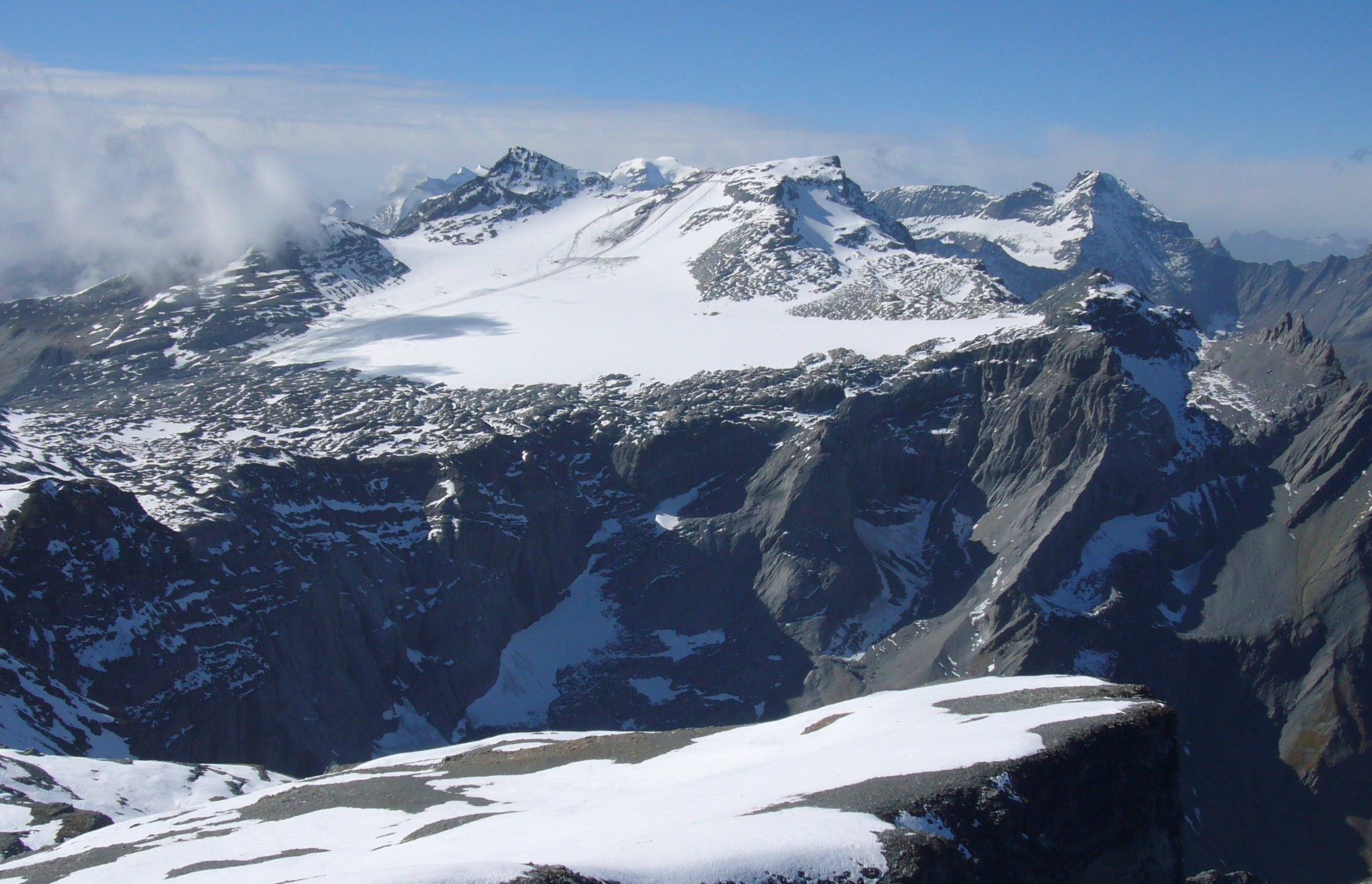

沃拉布山（Vorab），是瑞士的山峰，位於該國東部，處於格拉魯斯州和格勞賓登州之間接壤的邊界，屬於格拉魯斯山的一部分，海拔高度3,028米，每年平均降雨量1,929毫米。